# ماسيميليانو تاغلياني
ماسيميليانو تاغلياني (بالإيطالية: Massimiliano Tagliani)‏ (4 أبريل 1989 في إيطاليا - ) هو لاعب كرة قدم إيطالي في مركز الدفاع. شارك مع منتخب إيطاليا تحت 17 سنة لكرة القدم ومنتخب إيطاليا تحت 19 سنة لكرة القدم. أما مع النوادي، فقد لعب مع فيورنتينا ونادي رافينا ونادي سودتيرول وASD Città di Gallipoli ‏.

## وصلات خارجية
- ماسيميليانو تاغلياني على موقع قاعدة بيانات كرة القدم.إي يو (الإنجليزية)
- ماسيميليانو تاغلياني على موقع Soccerway.com (الإنجليزية)